# Smicridea banksi
Smicridea banksi är en nattsländeart som beskrevs av Oliver S. Flint Jr. 1967. Smicridea banksi ingår i släktet Smicridea och familjen ryssjenattsländor. Inga underarter finns listade i Catalogue of Life.